# يوهان فون ميكيل
يوهان فون ميكيل Johann von Miquel (1829 – 1901) هو سياسي ألماني.
ولد في نوينهاوس في هانوفر وينتمي إلى أسرة فرنسية هاجرت إلى ألمانيا خلال الثورة الفرنسية. درس القانون في جامعتي هايدلبرغ وغوتينغن. بعد دراسته كتابات كارل ماركس اعتنق المبادئ الثورية والاشتراكية والإلحادية، ورغم مراسلاته مع ماركس إلا أنه لم يظهر له أي نشاط خلال ثورة 1848 في ألمانيا.
واصل دراسة الاقتصاد السياسي، واستقر في عام 1850 في غوتينغن واكتسب سمعة بأنه محام وسياسي قوي، وخاصة لمعرفته بالمسائل المالية. اشترك في تأسيس الجمعية الوطنية الألمانية، وانتخب في عام 1864 نائبا في برلمان هانوفر وكان معارضا للحكومة.